# Google Pay
Google Pay (до 20 февраля 2018 года — Android Pay) — разработанная компанией Google система электронных платежей с мобильных устройств (смартфонов, планшетов и умных часов), работающих под операционной системой Android.

## Описание сервиса
Google Pay использует технологию беспроводной передачи данных малого радиуса (NFC) для передачи данных карты продавцу. Он заменяет чип с ПИН-кодом либо магнитную полосу на кредитной и дебетовой картах, позволяя пользователю загрузить эти данные в устройство. Пользователь может добавить платёжную карту в сервис, сделав фото карты либо введя информацию о карте вручную. Для совершения платежа необходимо поднести платёжное устройство к терминалу оплаты и задержать его до завершения транзакции. Подобный платёж аналогичен повсеместно используемой бесконтактной оплате, но, в отличие от последней, требует двухфакторной аутентификации для повышения уровня безопасности. Сервис позволяет устройству под ОС Android установить беспроводную связь с терминалом продаж с помощью NFC в качестве антенны, технологии эмуляции хост-карты и системы безопасности Android.

## Безопасность
Google Pay использует возможности биометрических систем аутентификации, таких как сканер отпечатка пальца и сканер радужки глаза, в случаях, когда это возможно. На устройствах без биометрических сканеров система активируется вводом пароля. Когда пользователь совершает оплату, Google Pay отправляет сгенерированный номер виртуального счёта, который предоставляет базовую информацию о счёте пользователя, вместо того, чтобы отправлять исходные данные дебетовой или кредитной карты пользователя вместе с платежом. Такой подход позволяет сохранять информацию о платёжных данных клиента в безопасности. Сервис имеет также функцию умной аутентификации — система определяет, является ли устройство в безопасном состоянии (к примеру, если оно было разблокировано в ближайшие 5 минут) и решает, нужно ли запросить у пользователя данные для разблокирования экрана.

## История
Android Pay был выпущен на конференции разработчиков Google I/O 2015. Сервис основан на базе Google Wallet, который был выпущен в 2011 году, и является его преемником. Также сервис использует технологии компании Softcard, интеллектуальную собственность которой Google выкупила в феврале 2015. После запуска сервис был совместим с 70 % Android устройств и поддерживался более чем 700 000 продавцами. Следует отметить, что Google Wallet всё ещё используется для онлайн-платежей в магазине Play Store и в некоторых пиринговых платежах внутри приложений, например, в Gmail.
В 2016 году компания Google инициировала открытый судебный процесс в Кремниевой долине по отношению к похожему мобильному приложению под названием Hands Free. Пользователи данного приложения не нуждаются в предоставлении смартфона или карты. Вместо этого пользователь должен сообщить, что он «хочет произвести оплату с помощью Google» и дать свои инициалы кассиру, который должен верифицировать личность с помощью заранее загруженной в систему фотографии. Телефон клиента авторизует покупку только в том случае, если подтвердит, что устройство находится рядом с магазином, в котором происходит покупка.
В январе 2018 года Пали Бхат в блоге компании Google сообщил о запуске сервиса Google Pay. Новая платёжная система придет на смену другим сервисам компании — Android Pay и Google Wallet, при этом функциональных изменений не произойдёт. С помощью Google Pay пользователям будет «проще и безопаснее» совершать покупки. Платёжная информация будет доступна во всех продуктах Google, включая интернет-браузер Google Chrome, YouTube, Android-приложения, а информация о платежах будет сохраняться в Google-аккаунтах.
С 20 февраля по всему миру происходит обновление сервисов Google с объединением Wallet и Android Pay под единым приложением в маркете Google Pay.
В ноябре 2021 года появилась возможность загрузки в Google Pay виртуальной карты Тройка
С 6 марта 2022 года Google Pay приостановила работу в России, а также с банковскими картами, выпущенными в российских банках, в связи с вторжением России на Украину и международными санкциями.

## Доступность

Глобальная доступность Google Pay
Доступно в 95 странах

Google Pay доступен в 95 странах мира по состоянию на 2025 год.
Некоторые страны в которых доступен сервис с датой начала работы:
| Дата              | Страна, в которой сервис доступен/будет доступен | Поддержка Wear OS |
| ----------------- | ------------------------------------------------ | ----------------- |
| 11 сентября, 2015 | США                                              | Yes               |
| 18 мая, 2016      | Великобритания                                   | Yes               |
| 27 июня, 2016     | Сингапур                                         | Yes               |
| 13 июля, 2016     | Австралия                                        | Yes               |
| 20 октября, 2016  | Гонконг                                          | Yes               |
| 17 ноября, 2016   | Польша                                           | Yes               |
| 1 декабря, 2016   | Новая Зеландия                                   | Yes               |
| 7 декабря, 2016   | Ирландия                                         | Yes               |
| 13 декабря, 2016  | Япония                                           | No                |
| 7 марта, 2017     | Бельгия                                          | Yes               |
| 23 мая, 2017      | Россия                                           | Yes               |
| 31 мая, 2017      | Канада                                           | Yes               |
| 1 июня, 2017      | Тайвань                                          | Yes               |
| 26 июля, 2017     | Испания                                          | Yes               |
| 1 ноября, 2017    | Украина                                          | Yes               |
| 14 ноября, 2017   | Бразилия                                         | Yes               |
| 14 ноября, 2017   | Чехия                                            | Yes               |
| 28 февраля, 2018  | Словакия                                         | Yes               |
| 26 июня, 2018     | Германия                                         | Yes               |
| 31 июля, 2018     | Хорватия                                         | Yes               |
| 28 августа, 2018  | Индия                                            | No                |
| 19 сентября, 2018 | Италия                                           | Yes               |
| 30 октября, 2018  | Дания                                            | Yes               |
| 30 октября, 2018  | Норвегия                                         | Yes               |
| 30 октября, 2018  | Финляндия                                        | Yes               |
| 30 октября, 2018  | Швеция                                           | Yes               |
| 14 ноября, 2018   | ОАЭ                                              | Yes               |
| 27 ноября, 2018   | Чили                                             | Yes               |
| 11 декабря, 2018  | Франция                                          | Yes               |
| 30 апреля, 2019   | Швейцария                                        | Yes               |
| 18 июня, 2019     | Словения                                         |                   |
| 17 ноября, 2020   | Австрия                                          | Yes               |
| 17 ноября, 2020   | Болгария                                         | Yes               |
| 17 ноября, 2020   | Венгрия                                          | Yes               |
| 17 ноября, 2020   | Греция                                           | Yes               |
| 17 ноября, 2020   | Латвия                                           | Yes               |
| 17 ноября, 2020   | Литва                                            | Yes               |
| 17 ноября, 2020   | Нидерланды                                       | Yes               |
| 17 ноября, 2020   | Португалия                                       | Yes               |
| 17 ноября, 2020   | Румыния                                          | Yes               |
| 17 ноября, 2020   | Эстония                                          | Yes               |
| 7 декабря, 2021   | Казахстан                                        | Yes               |
| 7 декабря, 2021   | Израиль                                          | Yes               |
| 19 июля, 2022     | Узбекистан                                       |                   |

### Поддерживаемые платёжные системы
- Visa/Visa Debit
- MasterCard/Debit Masterсard
- American Express
- Discover Card
- Diners Club
- Visa Electron
- JCB
- Maestro
- PayPal в США, Германии
- EFTPOS в Австралии
- Interac в Канаде